# Aerodromnaya Hill
Der Aerodromnaya Hill (russisch Гора Аэродромная Gora Aerodromnaja, deutsch ‚Flugplatzberg‘) ist ein isolierter und felsiger Hügel im ostantarktischen Königin-Maud-Land. Er ragt 1,5 km südlich der Schirmacher-Oase auf.
Teilnehmer der Deutschen Antarktischen Expedition 1938/39 unter der Leitung des Polarforschers Alfred Ritscher erstellten erste Luftaufnahmen und nahmen eine grobe Kartierung vor. Sowjetische Wissenschaftler kartierten den Felsvorsprung 1961 erneut und nahmen die Benennung vor. Hintergrund dieser Benennung ist, das in der Umgebung des Hügels ein Flugplatz zur Versorgung der Nowolasarewskaja-Station angelegt wurde. Das Advisory Committee on Antarctic Names übertrug die russische Benennung 1970 in einer angepassten Teilübersetzung ins Englische.